# Djong

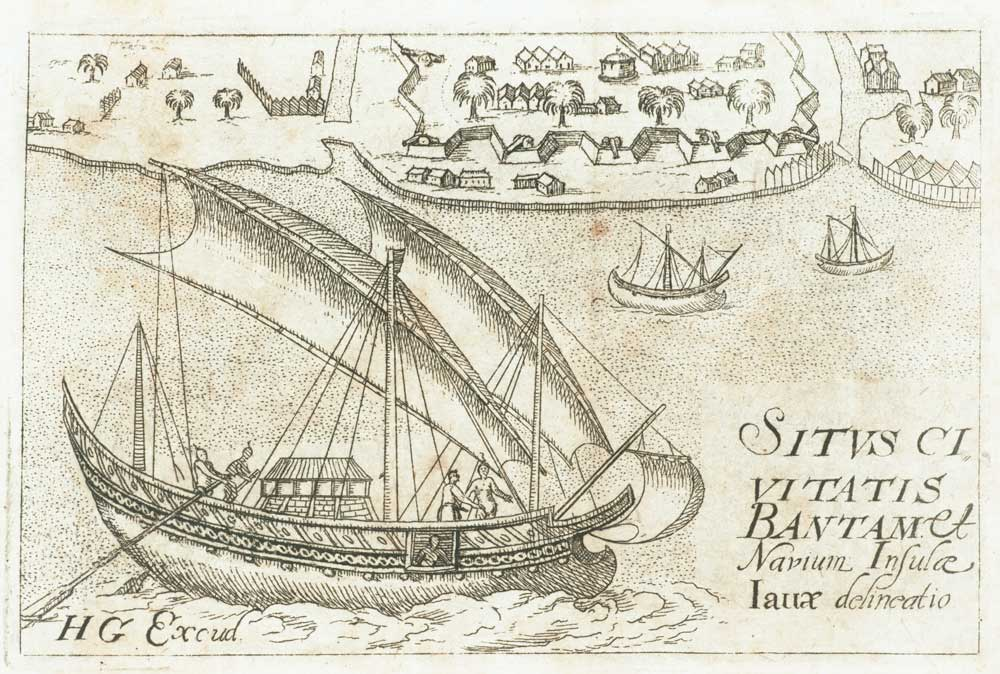
Stampa portoghese del 1610 di tre djong indonesiane

Una djong, jong, o jung (giunca in italiano) è un tipo di antica nave che ebbe origine a Giava largamente usato dai marinai giavanesi e malesi. Nelle sue lingue originali, si pronunciajong, mentre la pronuncia "djong" è una romanizzazione coloniale degli olandesi.
I djong erano usati principalmente come vascelli oltremare. Arrivarono fino in Ghana o persino in Brasile nei tempi antichi. Pesavano in genere 400 o 500 tonnellate, ma arrivarono persino a pesare tra le 700 e le 850 tonnellate. Nell'epoca Majapahit, questi vessilli erano usati come navi da guerra, ma comunque predominanti come navi da trasporto.

## Etimologia
Il termine jong, o jung, deriva dal termine cinese 船 (barca), in origine pronunciatasi ɦljon in cinese antico, e relativo a molti termini sudest asiasiti per barca, e in seguito appartenente alle lingue indonesiana e malese nei tempi antichi. Il termine jong si trova in varie iscrizioni giavanesi datate nel IX secolo. La sua prima presenza si trova nei registri in lingua malese del XV secolo, quando un vocabolario cinese lo identificava come termine malese per "nave". L'Undang-Undang Laut Melaka della fine del XV secolo, un codice marittimo composto da armatori giavanesi a Melaka, usa spesso jong come parola per le navi mercantili. Le scritture europee dal 1345 al 1601 usano una varietà di termini relativi, tra cui jonque (in francese), ioncque o giunca (in italiano), iuncque (in spagnolo), e ionco (olandese). La pronuncia "djong" è di origine coloniale olandese, che pronuncia il suono "j" come fosse "dj", anche se sia l'ortografia tradizionale inglese e quella attuale indonesiana la romanizzano come jong.